# La Santé
La Santé (fr. Maison d'arrêt de la Santé lub Paris – La Santé) – więzienie położone w 14. dzielnicy Paryża. Jest to jedno z najsławniejszych więzień Francji, posiada blok dla VIP-ów oraz oddział o zaostrzonym rygorze.

## Historia
Więzienie La Santé zostało zbudowane w 1867 roku przez francuskiego architekta Emile Vaudremera. Placówka wzięła swoją nazwę od ulicy, na której znajdowała się główna brama więzienna. Więzienie zostało podzielone na cztery bloki oznaczone literami od A do D. Każdy blok był przeznaczony dla więźniów innej narodowości lub rasy. W takiej charakterystyce blok A był przeznaczony dla więźniów z Europy Wschodniej, blok B dla czarnoskórych Afrykanów, blok C był przeznaczony dla więźniów z Maghrebu a blok D dla reszty więźniów. 
W 1900 roku po zburzeniu więzienia de la Grande-Roquette, La Santé stało się ostatnim miejscem penitencjarnym w Paryżu, w którym wykonywano wyroki śmierci. Wyroki te były wykonywane głównie publicznie, za murami więziennymi za pomocą gilotyny, której używano od 1909 roku. W 1939 roku zakazano publicznych egzekucji, a miejsce egzekucji przeniesiono na więzienny plac. Ostatnimi więźniami, na których wykonano wyrok kary śmierci, byli Roger Bontems oraz Claude Buffet, którzy zostali straceni 28 listopada 1972.
W czasie niemieckiej okupacji, La Santé służyło także jako miejsce przetrzymywania zarówno kryminalistów jak także działaczy opozycyjnych oraz członków ruchu oporu. W 1944 roku wraz z wkroczeniem aliantów do Paryża, w więzieniu wybuchł bunt, który został krwawo stłumiony przez okupacyjną francuską milicję (Vichy Milice).

## Znani więźniowie
- Guillaume Apollinaire
- Victor Serge
- Ilich Ramírez Sánchez
- Jérôme Kerviel
- Arsène Lupin (fikcyjnie)
- Jacques Fesch
- Manuel Noriega